# Caracol Televisión
Caracol Televisión är en colombiansk privat TV-kanal, den ägs av Valórem.